# Spomenik revoluciji (Ruma)
Spomenik Revoluciji je spomenik u središtu grada Rume. Postavljen je 1975. godine.
Idejni projekt izradili su arhitekti Živojin Karapešić, Cveta Davičo i Miša David. Konačni izgled spomenika izradili su Cveta Davičo i Miša David.
Projektanti su oblikovali spomenik i trg tako da budu funkcionalni kao mjesto svakodnevnog okupljanja i prostor svakodnevice, a ujedno čine i dobar kontrast sa suvremenim građevinama u gradskoj jezgri.
Amfiteatralan spomen-prostor oblikovan je od betonskih elemenata i crvene opeke. Nad njim je šest metalnih oblika sličnih trubljama. Rog, odnosno trublja, simboliziraju uz ostalo poziv na ustanak ili juriš, čime je opravdan i naziv spomenika.

## Vanjske poveznice
- (srp.) Značajni spomenici kulture u Vojvodini  Arhivirana inačica izvorne stranice od 29. srpnja 2019. (Wayback Machine)
- (srp.) Republički zavod za zaštitu spomenika kulture - Beograd
- (srp.) Lista spomenika